# ۵۴ دلو
۵۴ دلو یک ستاره است که در صورت فلکی دلو قرار دارد.